# Càntar d'Atenes
Càntar d'Atenes (en llatí Cantharus, en grec antic Κάνθαρος "Kántharos") fou un poeta atenenc de la vella comèdia, probablement contemporani de Plató, el poeta còmic, mencionat per Suides i Eudòxia Macrembolitissa
Es conserven alguns fragments d'una comèdia anomenada Symmachia i dues altres: Medea i Tereus. De dues més, esmentades per Suides (Μύρμηκες i Ἀηδόνες) no se'n conserva cap fragment.